# Bornholms vederlagsgods
Bornholms vederlagsgods överlämnades till Sverige som ersättning för Bornholm vid freden i Köpenhamn 1660.
Vid freden i Roskilde 1658 tillföll Bornholm Sverige. Invånarna på ön gjorde emellertid uppror, befriade sig från svenskarna och överlämnade ön i gåva till den danske kungen. Vid freden i Köpenhamn fick Danmark tillbaka Bornholm, men den danske kungen blev tvungen att ge ekonomisk ersättning till Sverige. Det skedde genom att 18 adelsgods i Skåne löstes in från sina tidigare ägare och överlämnades till Sveriges kung. 
De gods som tillföll svenska kronan var Lillö, Udderup, Svabesholm, Tunbyholm, Östra Ingelstad, Smedstorp, Onslunda, Gyllebo, Gladsax, Lövestad, Månstorp, Flyinge, Billesholm, Tomarp, Dragesholm, Vollsjö, Legeved och Hörby gård i Blekinge.
Förutom dessa gods tillföll även andra gods svenska kronan när danska adelsfamiljer flydde Skåne. Till exempel beslagtogs Bosjökloster, Torup och Herrevadskloster när Corfitz Ulfeldt lämnade Sverige.